# Arcangelo Piccolomini
Arcangelo Piccolomini (Ferrara, 1525 – Roma, 19 ottobre 1586) è stato un medico italiano.

## Biografia
Nato a Ferrara nel 1525, Piccolomini si addottorò in filosofia e medicina all'Università degli Studi di Ferrara ed ottenne la cattedra di filosofia a Bordeaux dove tradusse il libro di Galeno De humoribus (Parigi 1556). Dedicò l'opera al cardinal Michele della Torre, nunzio apostolico in Francia. Chiamato a Roma da Papa Pio IV, divenne medico del collegio e protomedico generale; dal rotulo universitario del 1582 si rileva che egli insegnava medicina pratica e anatomia nello studio. Il suo trattato di anatomia, Anatomicae praelectiones explicantes mirificam corporis humani fabricam (Roma 1586), dedicato a Papa Sisto V, fu pubblicato l'anno della sua morte. Le osservazioni del Piccolomini sono molto importanti per la loro originalità. Egli descrisse il tessuto adiposo sottocutaneo, il diaframma e i muscoli addominali, l'origine dei nervi cerebrali e distinse nettamente la materia grigia dalla midollare. Nel suo libro fu per la prima volta descritto il foro ovale del cuore dell'embrione.